# Alcea pisidica
Alcea pisidica är en malvaväxtart som beskrevs av Hub.-mor.. Alcea pisidica ingår i släktet stockrosor, och familjen malvaväxter. Inga underarter finns listade i Catalogue of Life.